# 塞族共和国邮政
塞族共和国Pošte Srpske 是波斯尼亚和黑塞哥维那 的三家邮政公司之一。另外两家分别是波斯尼亚和黑塞哥维那邮政和 Hrvatska Pošta Mostar.

## 链接
- 官方网站